# 8054 Brentano
8054 Brentano è un asteroide della fascia principale. Scoperto nel 1960, presenta un'orbita caratterizzata da un semiasse maggiore pari a 2,2375164 UA e da un'eccentricità di 0,1257224, inclinata di 2,82183° rispetto all'eclittica. Porta questo nome in onore dello scrittore tedesco Clemens Brentano, fratello della famosa Bettina Brentano von Arnim.